# 翺之慧鳳
翺之慧鳳（こうしえほう、応永21年（1414年） - 文明元年（1469年）？）は室町時代の臨済宗聖一派の僧侶。竹居（ちつきょ）・幻庵（げんあん）・木裰道人（ぼくたつどうじん）・借庵（せきあん）・紅蕉（こうしょう）・古筠（こいん）などの別号を持つ。

## 経歴
経歴については不明点が多く、出身地を「丹陽」と記すも、これも丹波国・丹後国いずれも解釈が可能である。東福寺岐陽方秀の門人としてその法を嗣ぎ、永享6年（1434年）の遣明使に随って明に渡る。帰国後の永享11年（1439年）に大内氏を頼って周防国に下った。後に京都に戻り五山の僧侶や一条兼良らと親しく交流し、地位こそ蔵主（寺院の経蔵管理人）に過ぎなかったが文名は高かった。晩年の寛正5年（1464年）に再び周防国に下っており、この時の詩文集として『竹居西遊集』がある。なお、『蔗軒日録』の文明16年（1484年）の記事に「此老（翺之慧鳳）逝去已及二十年」という記事があることから、古くは没年は寛正6年（1465年）と考えられてきたが、現在では本人の詩文や他の僧侶の記録より少なくても寛正6年の4年後にあたる文明元年4月の時点では健在であったことが判明している。
著作に『竹居西遊集』・『竹居清集』、編纂に『投贈和答等諸詩小序』がある。